# Verso

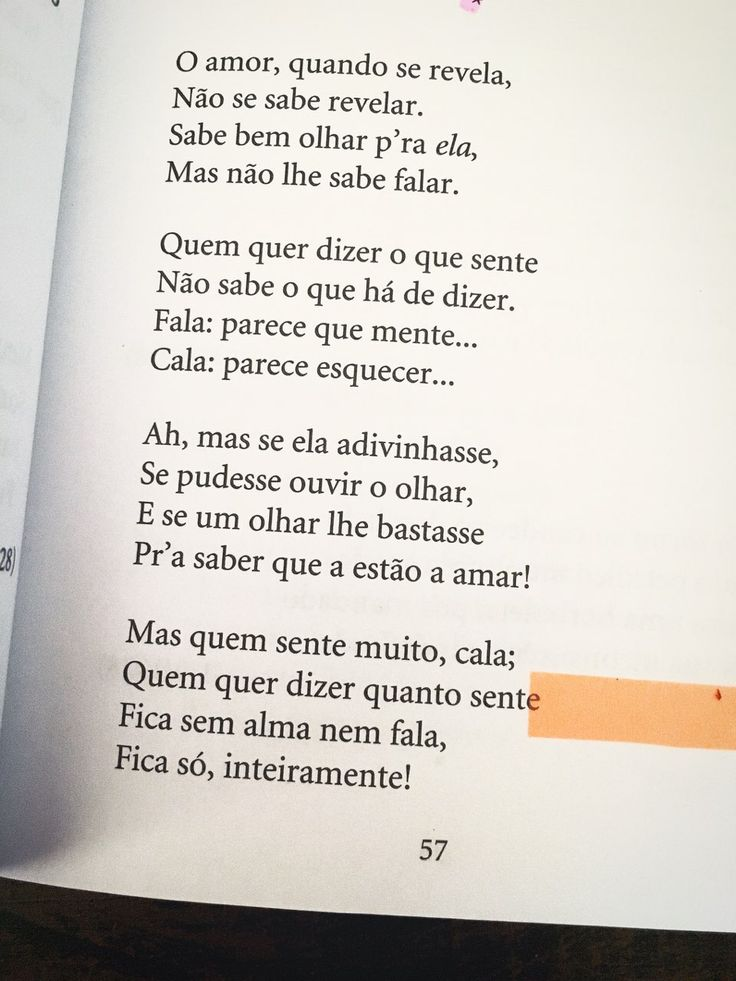
Fotografia de quatro estrofes do poema Presságio, de Fernando Pessoa, um exemplo de texto em versos

Os versos são os enunciados que, geralmente, compõem poemas e canções. São cantados ao longo de frases e semífrases musicais e escritos de maneira descontínua. Geralmente, compartilham  traços estilísticos comuns, como o mesmo número de sílabas prosódicas, rimas e aliterações, e ajuntam-se em grupos conhecidos como estrofes, que se separam de outros grupos semelhantes por uma linha em branco no texto.
Apesar de serem empregados quase que somente em produções poéticas, eles podem ser trabalhados em qualquer gênero textual, havendo, inclusive, registros de seu uso em textos de medicina e invectivas políticas.

## Estrutura
Um verso é composto por um conjunto de sílabas (chamadas de sílabas métricas ou sílabas poéticas) , que são dispostas visando o número delas no verso, a alternância entre sílabas fortes e fracas e as pausas planejadas na pronúncia.
O objetivo final é construir um ritmo verbal, que pode ser definido pela conjugação da percepção de regularidade silábica e de alternância de sílabas fortes e fracas, o que permite o canto ou a recitação do texto.

### Escansão silábica
Na produção dos versos, deve-se ter em mente a pronúncia oral, visto que eles são feitos para serem recitados ou cantados. Sendo assim, um verso como Amor é fogo que arde sem se ver (Camões), apesar de possuir onze sílabas gramaticais, deve ser contado como tendo dez, visto que na pronúncia oral as sílabas que e ar se juntam em uma só.
| 1 | 2   | 3 | 4  | 5  | 6      | 7  | 8   | 9  | 10  |
| - | --- | - | -- | -- | ------ | -- | --- | -- | --- |
| A | mor | é | fo | go | que ar | de | sem | se | ver |

Esse processo de junção de sílabas pode ocorrer, principalmente, por meio de quatro processos:
- a sinalefa, que é a transformação de duas sílabas em uma, formando um ditongo ou um tritongo;
  - "Onde canta o sabiá" (Canção do exílio, Gonçalves Dias): /õ.di.kã.ta.u.sa.bi.a/ => /õ.di.kã.taw.sa.bi.a/
- a elisão, que é a supressão de uma vogal final átona em encontro vocálico;
  - "Onde canta o sabiá" (Canção do exílio, Gonçalves Dias): /õ.di.kã.ta.u.sa.bi.a/ => /õ.di.kã.tu.sa.bi.a/

| 1  | 2  | 3   | 4  | 5 | 6  | 7  | 8 |
| -- | -- | --- | -- | - | -- | -- | - |
| On | de | can | ta | o | sa | bi | á |

| 1  | 2  | 3   | 4    | 5  | 6  | 7 |
| -- | -- | --- | ---- | -- | -- | - |
| On | de | can | ta o | sa | bi | á |

- a crase, que é a união de duas vogais semelhantes em encontro vocálico;
  - “A aurora da minha vida” (Meus oito anos, Casimiro de Abreu): /a.aw.ɾɔ.ɾa.da.mi.ɲa.vi.da/ => /aw.ɾɔ.ɾa.da.mi.ɲa.vi.da/

| 1 | 2  | 3  | 4  | 5  | 6  | 7   | 8  | 9  |
| - | -- | -- | -- | -- | -- | --- | -- | -- |
| A | au | ro | ra | da | mi | nha | vi | da |

| 1    | 2  | 3  | 4  | 5  | 6   | 7  | 8  |
| ---- | -- | -- | -- | -- | --- | -- | -- |
| A au | ro | ra | da | mi | nha | vi | da |

- e a ectlipse, que é a supressão do m final de uma sílaba diante de outra sílaba com inicial vocálica, onde as duas se fundem em uma.
  - “Depois, abri o mar com as mãos” (Canção, Cecília Meireles): /de.pois.a.bɾi.u.maʁ.kõ.as.mãws./ => /de.pois.a.bɾi.u.maʁ.kwas.mãws./

| 1  | 2    | 3 | 4   | 5 | 6   | 7   | 8  | 9    |
| -- | ---- | - | --- | - | --- | --- | -- | ---- |
| De | pois | a | bri | o | mar | com | as | mãos |

| 1  | 2    | 3 | 4   | 5 | 6   | 7      | 8    |
| -- | ---- | - | --- | - | --- | ------ | ---- |
| De | pois | a | bri | o | mar | com as | mãos |

Na produção de versos literários, esses processos são geralmente obrigatórios, contudo, na produção de versos musicais, há uma maior liberdade na escansão, devido ao canto. Por exemplo, no hino Foi na cruz, com letra em português de Henry Maxwell Wright, o primeiro verso - Oh! quão cego andei e perdido vaguei - é cantado sem a sinalefa entre cego e andei - ao invés de /sɛ.gwã.dei/ canta-se /sɛ.gu.ã.dei/.
| 1   | 2    | 3  | 4  | 5  | 6   | 7 | 8   | 9  | 10 | 11 | 12   |
| --- | ---- | -- | -- | -- | --- | - | --- | -- | -- | -- | ---- |
| Oh! | quão | ce | go | an | dei | e | per | di | do | va | guei |

### Número de sílabas métricas
O número de sílabas métricas de um verso é de fundamental importância para a construção do ritmo verbal.
Em geral, os versificadores lusófonos, por influência sobretudo do Tratado de metrificação portugueza de Castilho, terminam a contagem das sílabas métricas do verso na última sílaba tônica. Assim, um verso como No meio do caminho tinha uma pedra (No meio do caminho, Carlos Drummond de Andrade), apesar de contar doze sílabas, é classificado, entre os versificadores de língua portuguesa, como tendo onze, porque a última sílaba tônica cai na décima primeira sílaba:
| 1  | 2   | 3 | 4  | 5  | 6  | 7   | 8  | 9     | 10 | 11 | -   |
| -- | --- | - | -- | -- | -- | --- | -- | ----- | -- | -- | --- |
| No | mei | o | do | ca | mi | nho | ti | nha u | ma | pe | dra |

Dependendo do número de sílabas métricas, o verso é classificado como:
- monossílabo, quando possui uma sílaba métrica;

Rua

torta

Lua

morta

Tua

porta— Serenata sintética, de Cassiano Ricardo.
| 1  | - |
| -- | - |
| Ru | a |

| 1   | -  |
| --- | -- |
| tor | ta |

- dissílabo, quando possui duas sílabas métricas;

Quem dera

Que sintas

As dores

De amores

Que louco

Senti!— A valsa, de Casimiro de Abreu.
| 1   | 2   | -  |
| --- | --- | -- |
| Que | lou | co |

| 1   | 2  |
| --- | -- |
| Sen | ti |

- trissílabo, quando possui três sílabas métricas;

Sempre viva

Sempre esquiva— Mimosa e bela, de Gonçalves Dias.
| 1   | 2   | 3  | -  |
| --- | --- | -- | -- |
| Sem | pre | vi | va |

| 1   | 2      | 3   | -  |
| --- | ------ | --- | -- |
| Sem | pre es | qui | va |

- tetrassílabo, quando possui quatro sílabas métricas;

Como de cera

E por acaso

Fria no vaso

A entardecer— A pera, de Vinicius de Moraes.
| 1   | 2 | 3  | 4  | -  |
| --- | - | -- | -- | -- |
| Fri | a | no | va | so |

| 1    | 2   | 3  | 4   |
| ---- | --- | -- | --- |
| A en | tar | de | cer |

- pentassílabo ou redondilha menor, quando possui cinco sílabas métricas;

Não chores, meu filho;

Não chores, que a vida

É luta renhida:

Viver é lutar.

A vida é combate,

Que os fracos abate,

Que os fortes, os bravos,

Só pode exaltar.— Canção do Tamoio, de Gonçalves Dias.
| 1      | 2   | 3    | 4  | 5   | -   |
| ------ | --- | ---- | -- | --- | --- |
| Que os | for | tes, | os | bra | vos |

| 1  | 2  | 3    | 4   | 5   |
| -- | -- | ---- | --- | --- |
| Só | po | de e | xal | tar |

- hexassílabo, quando possui seis sílabas métricas;

Ó Sono! Ó noivo pálido

Das noites perfumosas,

Que um chão de nebulosas

Trilhas pela amplidão!

Em vez de verdes pâmpanos,

Na branca fronte enrolas

As lânguidas papoulas,

Que agita a viração.— Hino ao sono, de Castro Alves.
| 1 | 2  | 3     | 4   | 5  | 6  | -  | -  |
| - | -- | ----- | --- | -- | -- | -- | -- |
| Ó | So | no! Ó | noi | vo | pá | li | do |

| 1   | 2   | 3   | 4   | 5  | 6  | -   |
| --- | --- | --- | --- | -- | -- | --- |
| Das | noi | tes | per | fu | mo | sas |

- heptassílabo ou redondilha maior, quando possui sete sílabas métricas;

Como dois e dois são quatro

Sei que a vida vale a pena

Embora o pão seja caro

E a liberdade, pequena— Dois e dois: quatro, de Ferreira Gullar.
| 1  | 2  | 3    | 4 | 5    | 6   | 7   | -   |
| -- | -- | ---- | - | ---- | --- | --- | --- |
| Co | mo | dois | e | dois | são | qua | tro |

| 1   | 2     | 3  | 4  | 5  | 6    | 7  | -  |
| --- | ----- | -- | -- | -- | ---- | -- | -- |
| Sei | que a | vi | da | va | le a | pe | na |

- octossílabo, quando possui oito sílabas métricas;

Pus o meu sonho num navio

e o navio em cima do mar;

- depois, abri o mar com as mãos,

para o meu sonho naufragar.— Canção, de Cecília Meireles.
| 1   | 2 | 3   | 4  | 5   | 6   | 7  | 8  | - |
| --- | - | --- | -- | --- | --- | -- | -- | - |
| Pus | o | meu | so | nho | num | na | vi | o |

| 1   | 2  | 3  | 4    | 5  | 6  | 7  | 8   |
| --- | -- | -- | ---- | -- | -- | -- | --- |
| E o | na | vi | o em | ci | ma | do | mar |

- eneassílabo, quando possui nove sílabas métricas;

Contemplando o teu vulto sagrado,

Compreendemos o nosso dever;

E o Brasil, por seus filhos amado,

Poderoso e feliz há de ser.— Hino à Bandeira, de Olavo Bilac.
| 1   | 2   | 3    | 4    | 5   | 6   | 7  | 8  | 9   | -  |
| --- | --- | ---- | ---- | --- | --- | -- | -- | --- | -- |
| Con | tem | plan | do o | teu | vul | to | sa | gra | do |

| 1   | 2     | 3  | 4   | 5 | 6   | 7  | 8  | 9   |
| --- | ----- | -- | --- | - | --- | -- | -- | --- |
| Com | preen | de | mos | o | nos | so | de | ver |

- decassílabo, quando possui dez sílabas métricas;

O nosso amor morreu... Quem o diria!

Quem o pensara mesmo ao ver-me tonta.

Ceguinha de te ver, sem ver a conta

Do tempo que passava, que fugia!— Amor que morre, de Florbela Espanca.
| 1 | 2   | 3    | 4   | 5   | 6   | 7    | 8 | 9  | 10 | - |
| - | --- | ---- | --- | --- | --- | ---- | - | -- | -- | - |
| O | nos | so a | mor | mor | reu | Quem | o | di | ri | a |

| 1    | 2 | 3   | 4  | 5  | 6   | 7     | 8   | 9  | 10  | -  |
| ---- | - | --- | -- | -- | --- | ----- | --- | -- | --- | -- |
| Quem | o | pen | sa | ra | mes | mo ao | ver | me | ton | ta |

- hendecassílabo, quando possui onze sílabas métricas;

Nas horas caladas das noites de estio

Sentado sozinho com a face na mão,

Eu choro e soluço por quem me chamava

— “Oh filho querido do meu coração!”— Minha mãe, de Casimiro de Abreu.
| 1   | 2  | 3   | 4  | 5  | 6   | 7   | 8   | 9   | 10    | 11 | - |
| --- | -- | --- | -- | -- | --- | --- | --- | --- | ----- | -- | - |
| Nas | ho | ras | ca | la | das | das | noi | tes | de es | ti | o |

| 1   | 2  | 3  | 4  | 5  | 6   | 7     | 8  | 9  | 10 | 11  |
| --- | -- | -- | -- | -- | --- | ----- | -- | -- | -- | --- |
| Sen | ta | do | so | zi | nho | com a | fa | ce | na | mão |

- dodecassílabo, quando possui doze sílabas métricas;

Há no espaço milhões de estrelas carinhosas,

Ao alcance do teu olhar... Mas conjecturas

Aquelas que não vês, ígneas e ignotas rosas,

Viçando na mais longe altura das alturas.— Abstração, de Olavo Bilac.
| 1  | 2     | 3  | 4  | 5  | 6     | 7     | 8   | 9   | 10 | 11 | 12  | -   |
| -- | ----- | -- | -- | -- | ----- | ----- | --- | --- | -- | -- | --- | --- |
| Há | no es | pa | ço | mi | lhões | de es | tre | las | ca | ri | nho | sas |

| 1  | 2  | 3   | 4  | 5  | 6   | 7 | 8    | 9   | 10  | 11  | 12 | -   |
| -- | -- | --- | -- | -- | --- | - | ---- | --- | --- | --- | -- | --- |
| Ao | al | can | ce | do | teu | o | lhar | Mas | con | jec | tu | ras |

- e bárbaro, quando possui mais de doze sílabas métricas.

Nunca conheci quem tivesse levado porrada.

Todos os meus conhecidos têm sido campeões em tudo.— Poema em linha reta, de Fernando Pessoa (Álvaro de Campos).
| 1   | 2  | 3  | 4   | 5  | 6    | 7  | 8   | 9  | 10 | 11 | 12 | 13 | 14  | -  |
| --- | -- | -- | --- | -- | ---- | -- | --- | -- | -- | -- | -- | -- | --- | -- |
| Nun | ca | co | nhe | ci | quem | ti | ves | se | le | va | do | po | rra | da |

| 1  | 2   | 3  | 4    | 5  | 6   | 7  | 8   | 9   | 10 | 11 | 12  | 13 | 14  | 15 | 16 | -  |
| -- | --- | -- | ---- | -- | --- | -- | --- | --- | -- | -- | --- | -- | --- | -- | -- | -- |
| To | dos | os | meus | co | nhe | ci | dos | têm | si | do | cam | pe | ões | em | tu | do |

### Terminação do verso
Dependendo da posição do acento da última palavra do verso - oxítona, paroxítona ou proparoxítona - o verso pode conter uma, duas ou então nenhuma sílaba não contada. A partir disso, o verso é classificado como:
- agudo, caso a última palavra seja oxítona, de modo que o verso termine com uma sílaba tônica, como em Amor é fogo que arde sem se ver (Camões);

| 1 | 2   | 3 | 4  | 5  | 6      | 7  | 8   | 9  | 10  |
| - | --- | - | -- | -- | ------ | -- | --- | -- | --- |
| A | mor | é | fo | go | que ar | de | sem | se | ver |

- grave, caso a última palavra seja paroxítona, de modo que o verso termine com uma sílaba átona, como em De tudo, ao meu amor serei atento (Soneto da fidelidade, Vinicius de Moraes);

| 1  | 2  | 3     | 4   | 5 | 6   | 7  | 8   | 9 | 10  | -  |
| -- | -- | ----- | --- | - | --- | -- | --- | - | --- | -- |
| De | tu | do ao | meu | a | mor | se | rei | a | ten | to |

- e esdrúxulo, caso a última palavra seja proparoxítona, de modo que o verso termine com duas sílabas átonas, como em Ouviram do Ipiranga as margens plácidas (Hino nacional, de Osório Duque-Estrada).

| 1  | 2  | 3   | 4    | 5  | 6   | 7     | 8   | 9    | 10  | -  | -   |
| -- | -- | --- | ---- | -- | --- | ----- | --- | ---- | --- | -- | --- |
| Ou | vi | ram | do I | pi | ran | ga as | mar | gens | plá | ci | das |

Na tradição poética de língua portuguesa, o verso mais comum é o grave, porque, dentre outros motivos, a maioria das palavras da língua portuguesa são paroxítonas.
Muitos poetas costumam fazer um jogo entre versos agudos e graves para contribuir na construção do ritmo, visto que versos agudos, entre graves, dão a impressão de parada súbita na leitura. Por exemplo, a primeira estrofe da Canção do exílio (Gonçalves Dias) é composta por dois períodos, que ocupam dois versos cada um. O caráter agudo do segundo e do quarto verso ressaltam o fim de cada oração.
Minha terra tem palmeiras,

Onde canta o sabiá.

As aves que aqui gorjeiam

Não gorjeiam como lá.— Canção do exílio, de Gonçalves Dias.
Como, na língua portuguesa, as palavras proparoxítonas são raras, o uso recorrente de versos esdrúxulos (e de palavras proparoxítonas e muito longas em geral) acaba soando antinatural e relativamente estranho, sendo que alguns autores - como o poeta Augusto dos Anjos, em boa parte da sua obra, e o compositor Chico Buarque na canção Construção - costumam empregá-los justamente com o intuito de provocar desconforto.
Eu, filho do carbono e do amoníaco,

Monstro de escuridão e rutilância,

Sofro, desde a epigênese da infância

As influências más dos signos do zodíaco— Psicologia de um vencido, de Augusto dos Anjos.
Subiu a construção como se fosse máquina

Ergueu no patamar quatro paredes sólidas

Tijolo com tijolo num desenho mágico

Seus olhos embotados de cimento e lágrima— Construção, de Chico Buarque.

### Alternância de sílabas fortes e fracas
Assim como na música o ritmo é construído a partir de compassos, batidas fortes e fracas, o ritmo do verso é construído a partir da alternância entre sílabas fortes e fracas.
Em línguas como o grego, o hebraico e o latim, a força das sílabas é marcada pela duração: sílabas longas como sílabas fortes e sílabas breves como sílabas fracas. Já em línguas românicas, como o português, a força das sílabas é marcada pela intensidade: sílabas tônicas e subtônicas como sílabas fortes e sílabas átonas como sílabas fracas.
A variação entre sílabas tônicas/subtônicas e átonas costuma se dar de maneira binária (uma forte a cada uma fraca) ou ternária (uma forte a cada duas fracas), visto que, quando há três ou mais sílabas átonas em sequência, uma delas acaba ganhando proeminência e se torna subtônica.
Assim, o verso Vou-me embora pra Pasárgada (Vou-me embora pra Pasárgada, Manuel Bandeira)  é composto por um ritmo binário; e o verso Cavaleiro das armas escuras (Meu sonho, Álvares de Azevedo) é composto por um ritmo ternário; ao passo que o verso Alma minha gentil que te partiste (Camões) é composto, até a sexta sílaba, por um ritmo ternário, e após ela, por um ritmo binário.
| 1   | 2     | 3  | 4  | 5   | 6  | 7   | -  | -  |
| --- | ----- | -- | -- | --- | -- | --- | -- | -- |
| Vou | me em | bo | ra | pra | Pa | sár | ga | da |

| 1  | 2  | 3   | 4  | 5   | 6  | 7   | 8  | 9  | -   |
| -- | -- | --- | -- | --- | -- | --- | -- | -- | --- |
| Ca | va | lei | ro | das | ar | mas | es | cu | ras |

| 1  | 2  | 3  | 4   | 5   | 6   |  | 7   | 8  | 9   | 10  | -  |
| -- | -- | -- | --- | --- | --- |  | --- | -- | --- | --- | -- |
| Al | ma | mi | nha | gen | til |  | que | te | par | tis | te |

### Cesura
No decorrer da leitura, ocorrem alguns descansos de voz no interior do verso, que são chamados de cesuras. Elas ocorrem, geralmente, em acentos frasais (acentos tônicos de maior proeminência na frase) e dividem o verso em grupos fônicos ou hemistíquios, que comportam, geralmente, um grupo acentual.
As cesuras e os hemistíquios são estrategicamente dispostos pelo versificador e podem ser aproveitados para diversos fins.
| 1 | 2  | 3  | 4  | 5   | 6   | - | 7 | 8   | 9  | 10  | -  |
| - | -- | -- | -- | --- | --- | - | - | --- | -- | --- | -- |
| É | fe | ri | da | que | dói | / | e | não | se | sen | te |

No caso do verso (Amor) É ferida que dói e não se sente (Camões), há uma cesura na sexta sílaba (dói) que serve para (i) alterar o ritmo do verso, ternário no primeiro hemistíquio e binário no segundo; e (ii) dar suporte à estrutura do paradoxo formado no texto, sendo que no primeiro hemistíquio é feito uma proposição (Amor é ferida que dói) e no segundo, um complemento (e não se sente) que torna a proposição paradoxal (como pode algo doer e não ser sentido?).
| 1  | 2  | 3     | 4   |   | 5   | 6   | 7   | 8    |   | 9  | 10  | -   |
| -- | -- | ----- | --- | - | --- | --- | --- | ---- | - | -- | --- | --- |
| In | ve | jo as | flo | / | res | que | mur | chan | / | do | mor | rem |

Já no caso do verso Invejo as flores que murchando morrem (Um canto do século, Álvares de Azevedo), há uma cesura na quarta (flores) e na oitava (murchando) sílabas, que formam dois hemistíquios (Invejo as flores / que murchando morrem), onde o versificador distribui duas imagens poéticas: um eu lírico que se sente amargurado diante das flores (Invejo as flores) e as flores murchando e morrendo rapidamente (que murchando morrem).

### Pés métricos
As sílabas fortes e fracas se agrupam em pés métricos, que são conjuntos de sílabas dominados por uma sílaba forte. Os principais são:
- o troqueu, um pé binário formado por uma sílaba forte e outra fraca (vida, morte etc.), como no verso Minha terra tem palmeiras (Canção do exílio, Gonçalves Dias), formado por quatro troqueus;

| 1  | 2   |    | 3   | 4   |    | 5   | 6   |    | 7   | -   |
| -- | --- | -- | --- | --- | -- | --- | --- | -- | --- | --- |
| Mi | nha | // | ter | rra | // | tem | pal | // | mei | ras |

- o iambo, um pé binário formado por uma sílaba fraca e outra forte (amor, paixão etc.), como no verso Amor é fogo que arde sem se ver (Camões), formado por cinco iambos;

| 1 | 2   |    | 3 | 4  |    | 5  | 6      |    | 7  | 8   |    | 9  | 10  |
| - | --- | -- | - | -- | -- | -- | ------ | -- | -- | --- | -- | -- | --- |
| A | mor | // | é | fo | // | go | que ar | // | de | sem | // | se | ver |

- o dátilo, um pé ternário formado por uma sílaba forte e duas fracas (pérola, quero-te etc.), como no verso Tem telefone automático (Vou-me embora pra Pasárgada, Manuel Bandeira), formado por três dátilos;

| 1   | 2  | 3  |    | 4  | 5     | 6  |    | 7  | -  | -  |
| --- | -- | -- | -- | -- | ----- | -- | -- | -- | -- | -- |
| Tem | te | le | // | fo | ne au | to | // | má | ti | co |

- e o anapesto, um pé ternário formado por duas sílabas fracas e uma forte (coração, meu amor etc.), como no verso Compreendemos o nosso dever (Hino à bandeira, Olavo Bilac), formado por três anapestos.

| 1   | 2     | 3  |    | 4   | 5 | 6   |    | 7  | 8  | 9   |
| --- | ----- | -- | -- | --- | - | --- | -- | -- | -- | --- |
| Com | preen | de | // | mos | o | nos | // | so | de | ver |

Há ainda outros pés, formados a partir de variantes dos quatro principais, como o anfíbraco, formado por sílaba fraca/forte/fraca (cabeça).
Muitas vezes, um verso é formado por um conjunto de apenas um pé, mas não raro são empregados vários pés para construir um verso, como é o caso de Como se te perdesse, assim te quero (Amavisse, II, Hilda Hilst), formado por um troqueu e três iambos e um anfíbraco; e O amor, quando se revela (Presságio, Fernando Pessoa), formado por um iambo e três troqueus.
| 1  | 2  |    | 3  | 4  |    | 5   | 6   |    | 7      | 8   |    | 9  | 10  | -  |
| -- | -- | -- | -- | -- | -- | --- | --- | -- | ------ | --- | -- | -- | --- | -- |
| Co | mo | // | se | te | // | per | des | // | se, as | sim | // | te | que | ro |

| 1   | 2   |    | 3    | 4  |    | 5  | 6  |    | 7  | -  |
| --- | --- | -- | ---- | -- | -- | -- | -- | -- | -- | -- |
| O a | mor | // | quan | do | // | se | re | // | ve | la |

### Principais versos
A partir do número de sílabas e da distribuição dos acentos, é possível construir variados tipos de versos. Ao longo da história, alguns deles se consagraram e foram empregados sistematicamente pelos mais diferentes poetas. Dentre eles:
- a redondilha maior, que é o verso mais popular da língua portuguesa e de muitas outras línguas;
- o verso heroico, um decassílabo com cesura na sexta sílaba;

As armas e os barões assinalados,

Que da ocidental praia Lusitana,

Por mares nunca de antes navegados,

Passaram ainda além da Taprobana,

Em perigos e guerras esforçados,

Mais do que prometia a força humana,

E entre gente remota edificaram

Novo Reino, que tanto sublimaram;— Os Lusíadas, de Camões
| 1  | 2  | 3   | 4    | 5  | 6    |   | 7  | 8  | 9  | 10 |     |
| -- | -- | --- | ---- | -- | ---- | - | -- | -- | -- | -- | --- |
| As | ar | mas | e os | ba | rões | / | as | si | na | la | dos |

- o verso sáfico, um decassílabo com cesura na quarta e oitava sílabas;

Do camarote a divisão se erguia [...]

No doce alento dessa virgem bela [...]

Como era doce aquele seio arfando [...]

Cheio de amores! E dormir solteiro!— Passei ontem a noite junto dela, de Álvares de Azevedo
| 1  | 2  | 3    | 4   |   | 5  | 6   | 7  | 8   |   | 9   | 10 |    |
| -- | -- | ---- | --- | - | -- | --- | -- | --- | - | --- | -- | -- |
| No | do | ce a | len | / | to | des | sa | vir | / | gem | be | la |

- o verso alexandrino, um dodecassílabo com cesura na sexta sílaba, onde o primeiro hemistíquio é agudo ou há uma elisão entre os hemistíquios, na sétima sílaba;

Glória jovem do sol no berço de ouro em chamas

Alva! natal de luz, primavera do dia,

Não te amo, nem a ti, canícula bravia

Que a ti mesma te estruis no fogo que derramas.

Amo-te, hora hesitante em que se preludia

O adágio vesperal, tumba que te recamas

De luto e de esplendor, de crepes e auriflamas,

Moribunda que ris sobre a própria agonia.— Hino à tarde, de Olavo Bilac
| 1   | 2   | 3  | 4   | 5  | 6   |   | 7  | 8   | 9  | 10    | 11    | 12  | -   |
| --- | --- | -- | --- | -- | --- | - | -- | --- | -- | ----- | ----- | --- | --- |
| Gló | ria | jo | vem | do | sol | / | no | ber | ço | de ou | ro em | cha | mas |

| 1 | 2  | 3      | 4     | 5  | 6   |   | 7     | 8   | 9  | 10  | 11 | 12 | - |
| - | -- | ------ | ----- | -- | --- | - | ----- | --- | -- | --- | -- | -- | - |
| A | mo | -te ho | ra he | si | tan | / | te em | que | se | pre | lu | di | a |

- e o hexâmetro datílico, um verso antigo, usado em epopeias gregas e latinas, composto por seis dátilos.

Musa, reconta-me os feitos do herói astucioso que muito

peregrinou, dês que esfez as muralhas sagradas de Troia;

muitas cidades dos homens viajou, conheceu seus costumes,

como no mar padeceu sofrimentos inúmeros na alma,

para que a vida salvasse e de seus companheiros a volta.

Os companheiros, porém, não salvou, muito embora o tentasse,

pois pereceram por culpa das próprias ações insensatas.

Loucos! que as vacas sagradas do Sol Hiperiônio comeram.

Ele, por isso, do dia feliz os privou do retorno.

Deusa nascida de Zeus, de algum ponto nos conta o que queiras.— Odisseia, de Homero, traduzida por Carlos Alberto Nunes
| 1  | 2  | 3  |   | 4   | 5  | 6      |   | 7   | 8   | 9     |   | 10  | 11 | 12 |   | 13  | 14 | 15  |   | 16  | 17 |
| -- | -- | -- | - | --- | -- | ------ | - | --- | --- | ----- | - | --- | -- | -- | - | --- | -- | --- | - | --- | -- |
| Mu | sa | re | / | con | ta | -me os | / | fei | tos | do he | / | rói | as | tu | / | cio | so | que | / | mui | to |

## Estrofes
Um conjunto de versos é chamado de estrofe ou estância, e os versos que a compõem são escritos de maneira descontínua, isto é, um em cima do outro. Os versificadores costumam dividir o texto em estrofes para facilitar a distribuição temática e trabalhar os versos separadamente.
Geralmente, os versos que compõem uma estrofe compartilham características estruturais comuns, como número de sílabas e ritmo, além de serem geralmente conectados por traços fonéticos (aliterações, rimas etc.), sintáticos (paralelismo, anáfora, quiasmo etc.) e semânticos.

### Métrica
Muitas vezes, os versos que compõem uma estrofe, e até mesmo um texto inteiro, apresentam o mesmo número de sílabas métricas. Este fenômeno é chamado de isossilabismo ou, mais popularmente, métrica.

Senhor Deus dos desgraçados!

Dizei-me vós, Senhor Deus!

Se eu deliro ou se é verdade

Tanto horror perante os céus...— Navio negreiro, de Castro Alves.
| 1  | 2    | 3    | 4   | 5   | 6   | 7  | -   |
| -- | ---- | ---- | --- | --- | --- | -- | --- |
| Se | nhor | Deus | dos | des | gra | ça | dos |

| 1  | 2   | 3  | 4   | 5  | 6    | 7    |
| -- | --- | -- | --- | -- | ---- | ---- |
| Di | zei | me | vós | Se | nhor | Deus |

| 1     | 2  | 3  | 4     | 5    | 6   | 7  | -  |
| ----- | -- | -- | ----- | ---- | --- | -- | -- |
| Se eu | de | li | ro ou | se é | ver | da | de |

| 1   | 2      | 3   | 4  | 5   | 6     | 7    |
| --- | ------ | --- | -- | --- | ----- | ---- |
| Tan | to hor | ror | pe | ran | te os | céus |

A regularidade silábica pode ser observada estritamente em todos os versos ou então apresentar variações, como no poema Traduzir-se (Ferreira Gullar), que apresenta versos de 6-4-6-4 sílabas métricas na maioria de suas estrofes. No primeiro caso, é dito que a composição apresenta versos métricos; no segundo, versos compostos.

Uma parte de mim

é todo mundo:

outra parte é ninguém:

fundo sem fundo.— Traduzir-se, de Ferreira Gullar.
| 1 | 2  | 3   | 4  | 5  | 6   |
| - | -- | --- | -- | -- | --- |
| U | ma | par | te | de | mim |

| 1 | 2  | 3  | 4   | -  |
| - | -- | -- | --- | -- |
| é | to | do | mun | do |

| 1  | 2   | 3   | 4    | 5   | 6    |
| -- | --- | --- | ---- | --- | ---- |
| Ou | tra | par | te é | nin | guém |

| 1   | 2  | 3   | 4   | -  |
| --- | -- | --- | --- | -- |
| fun | do | sem | fun | do |

Em línguas onde a versificação é baseada nas sílabas, como o português, a regularidade rítmica entre os versos é silábica, podendo os versos apresentar qualquer tipo de esquema rítmico. Já em línguas como o grego e o latim, um efeito semelhante era alcançado pela regularidade de pés métricos, sendo que muitos desses versos possuíam um número desigual de sílabas.

### Verso livre
Quando os versos de uma estrofe não apresentam uma quantidade regular de sílabas métricas, eles são chamados de versos livres ou irregulares.
Quando vier a Primavera,

Se eu já estiver morto,

As flores florirão da mesma maneira

E as árvores não serão menos verdes que na Primavera passada.

A realidade não precisa de mim.— Fernando Pessoa (Alberto Caeiro).
| 1    | 2  | 3  | 4  | 5 | 6   | 7  | 8  | -  |
| ---- | -- | -- | -- | - | --- | -- | -- | -- |
| Quan | do | vi | er | a | Pri | ma | ve | ra |

| 1     | 2  | 3  | 4  | 5   | 6   | -  |
| ----- | -- | -- | -- | --- | --- | -- |
| Se eu | já | es | ti | ver | mor | to |

| 1  | 2   | 3   | 4   | 5  | 6   | 7  | 8   | 9  | 10 | 11  | -  |
| -- | --- | --- | --- | -- | --- | -- | --- | -- | -- | --- | -- |
| As | flo | res | flo | ri | rão | da | mes | ma | ma | nei | ra |

| 1    | 2  | 3  | 4   | 5   | 6  | 7   | 8  | 9   | 10  | 11  | 12  | 13 | 14  | 15 | 16 | 17 | 18  | 19  | -  |
| ---- | -- | -- | --- | --- | -- | --- | -- | --- | --- | --- | --- | -- | --- | -- | -- | -- | --- | --- | -- |
| E as | ár | vo | res | não | se | rão | me | nos | ver | des | que | na | Pri | ma | ve | ra | pas | ssa | da |

| 1 | 2  | 3 | 4  | 5  | 6  | 7   | 8   | 9  | 10 | 11 | 12  |
| - | -- | - | -- | -- | -- | --- | --- | -- | -- | -- | --- |
| A | re | a | li | da | de | não | pre | ci | sa | de | mim |

Apesar de muitas culturas poéticas, como a hebraica, terem produzido sistematicamente versos sem regularidade silábica ou rítmica, o verso livre, como é atualmente conhecido, só começou a ser praticado a partir da obra de Walt Whitman e dos simbolistas franceses.
É importante lembrar que, apesar dos versos livres não apresentarem regularidade silábica, eles ainda são dotados de ritmo.
vai ter uma festa

que eu vou dançar

até o sapato pedir pra parar.— Rápido e rasteiro, de Chacal.
| 1   | 2   |    | 3 | 4  | 5   | -  |
| --- | --- | -- | - | -- | --- | -- |
| vai | ter | // | u | ma | fes | ta |

| 1      | 2   |    | 3   | 4   |
| ------ | --- | -- | --- | --- |
| que eu | vou | // | dan | çar |

| 1 | 2  |    | 3 | 4  | 5  |   | 6  | 7  | 8   |    | 9   | 10 | 11  |
| - | -- | -- | - | -- | -- | - | -- | -- | --- | -- | --- | -- | --- |
| a | té | // | o | sa | pa | / | to | pe | dir | // | pra | pa | rar |

Em geral, os autores que empregam versos livres procuram uma maior naturalidade na recitação de seus textos, visto que o isossilabismo, por vezes, torna a leitura artificial. Quando não, produzem efeitos estéticos a partir da variação silábica, como nos três primeiros versos do poema Tabacaria (Fernando Pessoa (Álvaro de Campos)), onde o tamanho crescente dos versos simula o aprofundamento da sensação de derrota experimentada pelo eu lírico.
Não sou nada.

Nunca serei nada.

Não posso querer ser nada.— Tabacaria, de Fernando Pessoa (Álvaro de Campos).

### Figuras de sonoridade
Muitas vezes, os versos que compõem uma estrofe apresentam traços fonéticos comuns, que servem para estabelecer entre eles uma regularidade e unidade sonora.
Dentre eles, o mais popular é a rima. Empregada sistematicamente na poesia ocidental a partir dos hinos ambrosianos e da Idade Média, a rima consiste numa semelhança de sons entre duas ou mais palavras a partir de suas vogais tônicas.
Geralmente, os poetas empregam as rimas no final dos versos, com o intuito não só de marcar o seu fim como também segmentar a estrofe e o texto, como na primeira estrofe do poema Meus oito anos, de Casimiro de Abreu, que segue um esquema de rimas ABBCDEEC, que divide a estrofe em duas partes: do primeiro ao quarto verso, marcados pelas rimas BB, onde o eu lírico aborda o sentimento de saudade que tem; e do quinto ao oitavo verso, marcados pelas rimas EE, onde o eu lírico projeta algumas imagens de sua infância; as duas partes unidas pela rima C-C, que, por serem agudas, induzem a uma parada na leitura do texto.
Oh! Que saudades que tenho (A)

Da aurora da minha vida, (B)

Da minha infância querida (B)

Que os anos não trazem mais! (C)

Que amor, que sonhos, que flores, (D)

Naquelas tardes fagueiras (E)

À sombra das bananeiras, (E)

Debaixo dos laranjais! (C)— Meus oito anos, de Casimiro de Abreu.
Contudo, há casos de rimas que ocorrem não necessariamente no final dos versos, como é o caso da rima leonina (que ocorre no interior de um verso, entre os seus hemistíquios), da rima que ocorre no final de um verso com o início de outro e da rima com eco (que ocorre entre palavras de um mesmo hemistíquio). 
Como são cheirosas as primeiras rosas.— O amor tem vozes misteriosas, de Alphonsus de Guimaraens. Exemplo de rima leonina.
Eu anoiteço; qual as flores morrem, (A)

Meus dias correm (A) para o fim da vida;

Sinto no peito o coração tão frio, (B)

Em pleno estio (B), minha irmã querida!— Minha irmã, de Sousândrade. Exemplo de rima de final com início de verso.
Donzela (A) bela (A), que me inspira (B) a lira (B)

Um canto (B) santo (B) de fervente amor,

Ao bardo (C) o cardo (C) da tremenda (D) senda (D)

Estanca (E), arranca (E)-lhe a terrível dor.— Exortação, de Castro Alves. Exemplo de rima com eco.
Quanto à qualidade da rima, ela pode ser:
- soante ou consoante, caso a correspondência seja completa, abarcando todas as vogais e consoantes;

Eu, Marília, não sou algum vaqueiro, (A)

Que viva de guardar alheio gado, (B)

De tosco trato, de expressões grosseiro, (A)

Dos frios gelos e dos sóis queimado. (B)

Tenho próprio casal e nele assisto; (C)

Dá-me vinho, legume, fruta, azeite; (D)

Das brancas ovelhinhas tiro o leite (D)

E mais as finas lãs, de que me visto. (C)— Lira I, de Tomás Antônio Gonzaga.
- toante ou assonante, caso a correspondência seja incompleta, abarcando somente as vogais inteiramente, ou apenas a vogal tônica;

Assim como uma bala

enterra no corpo, (A)

fazendo mais espesso

um dos lados do morto; (A)

[...]

qual bala que tivesse

um vivo mecanismo, (B)

bala que possuísse

um coração ativo; (B)

[...]

Seja bala, relógio,

ou a lâmina colérica, (C)

é contudo uma ausência

o que esse homem leva. (C)— Uma faca só lâmina, de João Cabral de Melo Neto.
- aguda ou feminina, caso ocorra entre palavras oxítonas;

Se eu morresse amanhã (A), viria ao menos

Fechar meus olhos minha triste irmã (A);

Minha mãe de saudades morreria

Se eu morresse amanhã (A).— Se eu morresse amanhã, de Álvares de Azevedo.
- grave ou masculina, caso ocorra entre palavras paroxítonas;

Olha-me! O teu olhar sereno e brando (A)

Entra-me o peito, como um largo rio (B)

De ondas de ouro e de luz, límpido, entrando (A)

O ermo de um bosque tenebroso e frio. (B)— Olha-me!, de Olavo Bilac.
- esdrúxula, caso ocorra entre palavras proparoxítonas;

Eu, filho do carbono e do amoníaco, (A)

Monstro de escuridão e rutilância,

Sofro, desde a epigênese da infância,

A influência má dos signos do zodíaco. (A)

Profundissimamente hipocondríaco, (A)

Este ambiente me causa repugnância,

Sobe-me à boca uma ânsia análoga à ânsia

Que se escapa da boca de um cardíaco. (A)— Psicologia de um vencido, de Augusto dos Anjos.
- pobre, caso ocorra entre palavras com terminações correntes da língua (como os adjetivos terminados em -oso, advérbios terminados em -mente, os verbos infinitivos (-ar, -er, -ir), os diminutivos terminados em -inho etc.) e, na acepção de alguns versificadores, com palavras de mesma classe gramatical (verbo com verbo, substantivo com substantivo etc.);

Quando a lua majestosa,

Surgindo linda e formosa,

Como donzela vaidosa

Nas águas se vai mirar.— Saudades, de Casimiro de Abreu.
- e rica, caso ocorra entre palavras de diferentes classes gramaticais, com terminações pouco frequentes na língua e, na acepção de alguns versificadores, com semelhança também de consoantes antes da vogal tônica.

O teu olhar, Senhora, é a estrela da alva, (A)

Que entre alfombras de nuvens irradia: (B)

Salmo de amor, canto de alívio, e salva (A)

De palmas a saudar a luz do dia. (B)— Sexta dor, de Alphonsus de Guimaraens.
Além da rima, outras figuras de sonoridade costumam ser muito empregadas na construção de estrofes, com o intuito de conectar os versos e segmentar o texto. Dentre elas, a aliteração (repetição de consoantes), muito empregada nos antigos versos germânicos e, vez ou outra, em alguns versos contemporâneos, por influência inglesa.

Sonhei com uma cidade submersa

que desconhecia luz e era habitada

por estranhas criaturas fluorescentes

que sentiam fome e amor,— Argonauta, de Italo Diblasi.

### Figuras de sintaxe
Além de serem conectados por figuras de sonoridade, os versificadores não raramente empregam figuras de sintaxe na construção das estrofes. Dentre elas:
- o cavalgamento, que consiste em dividir um grupo fônico ou hemistíquio em dois versos, fazendo com que a leitura de um continue no outro;

agora, aqui, na luz crepuscular

deste lugar vazio, tenho um bando

de visões, só não posso ter um par.— Ímpar, de Bruno Tolentino.
- a anáfora, que consiste repetir um termo no início de dois ou mais versos;

Eu sou a que no mundo anda perdida,

Eu sou a que na vida não tem norte,

Sou a irmã do Sonho,e desta sorte

Sou a crucificada ... a dolorida ...— Eu, de Florbela Espanca.
- a mesodiplose, que consiste em repetir um termo no meio de dois ou mais versos;

Não quero sem Sylvano já ter vida,

Pois tudo sem Sylvano é viva morte;

Já que se foi Sylvano venha a morte,

Perca-se por Sylvano a minha vida.— Ao amado ausente, de Soror Violante do Céu.
- a epífora, que consiste em repetir um termo no final de dois ou mais versos;

Não sou nada.

Nunca serei nada.

Não posso querer ser nada.— Tabacaria, de Fernando Pessoa (Álvaro de Campos).
- o paralelismo, que consiste em empregar a mesma construção sintática em dois ou mais versos;

E agora, José?

A festa acabou,

a luz apagou,

o povo sumiu,

a noite esfriou,

e agora, José?— José, de Carlos Drummond de Andrade.
- o quiasmo, que consiste em dispor estruturas ou termos simétricos de dois versos de maneira cruzada.

Minha terra (sujeito) tem palmeiras (predicado),

Onde canta (predicado) o sabiá (sujeito).

As aves que aqui (advérbio) gorjeiam (verbo)

Não gorjeiam (verbo) como lá (advérbio)— Canção do exílio, de Gonçalves Dias.
- e a palilogia, que consiste na repetição de uma oração ou verso;

Se eu de ti me esquecer, nem mais um riso

Possam meus tristes lábios desprender;

Para sempre abandone-me a esperança,

Se eu de ti me esquecer.— Se eu de ti me esquecer, de Bernardo Guimaraens.

### Tipos de estrofe
Ao longo dos anos, algumas estrofes se consagraram na língua portuguesa, devido ao uso recorrente e constante aperfeiçoamento. Dentre elas:
- o dístico, que contém dois versos, geralmente rimados entre si (AA), muito empregado em provérbios populares, composições de rap e em alguns poemas de forma fixa, como o soneto inglês;

Manhã de Junho ardente. Uma encosta escavada, 

Seca, deserta e nua, à beira d'uma estrada.

Terra ingrata, onde a urze a custo desabrocha, 

Bebendo o sol, comendo o pó, mordendo a rocha. 

Sobre uma folha hostil duma figueira brava, 

Mendiga que se nutre a pedregulho e lava, 

A aurora desprendeu, compassiva e divina, 

Uma lágrima etérea, enorme e cristalina. — A lágrima, de Guerra Junqueiro.
Porque o guerreiro de fé nunca gela,

Não agrada o injusto e não amarela.

O Rei dos reis foi traído e sangrou nessa terra,

Mas morrer como um homem é o prêmio da guerra.

Mas, ó, conforme for, se precisar

Afogar no próprio sangue, assim será.— Vida loka parte 2, de Pedro Paulo Soares Pereira (Mano Brown).
- o terceto, que contém três versos, geralmente compartilhando rimas com outros tercetos, muito empregados em alguns poemas de forma fixa, como a terza rima o soneto italiano;

Sei de uma criatura antiga e formidável,

Que a si mesma devora os membros e as entranhas,

Com a sofreguidão da fome insaciável.

Habita juntamente os vales e as montanhas;

E no mar, que se rasga, à maneira de abismo,

Espreguiça-se toda em convulsões estranhas.

Traz impresso na fronte o obscuro despotismo.

Cada olhar que despede, acerbo e mavioso,

Parece uma expansão de amor e de egoísmo.— Uma criatura, de Machado de Assis.
E assim, quando mais tarde me procure

Quem sabe a morte, angústia de quem vive,

Quem sabe a solidão, fim de quem ama,

Eu possa me dizer do amor (que tive):

Que não seja imortal, posto que é chama,

Mas que seja infinito enquanto dure.— Soneto da fidelidade, de Vinicius de Moraes.
- a quadra, que contém quatro versos, geralmente rimados nos esquemas ABCB, ABAB e ABBA, sendo a estrofe de uso mais popular e generalizado da língua portuguesa, usada em composições populares e eruditas;

O pouco que Deus nos deu

Cabe numa mão fechada

O pouco com Deus é muito

O muito sem Deus é nada— Quadra popular.
O poeta é um fingidor

Finge tão completamente

Que chega a fingir que é dor

A dor que deveras sente.

E os que leem o que escreve,

Na dor lida sentem bem,

Não as duas que ele teve,

Mas só a que eles não têm.

E assim nas calhas de roda

Gira, a entreter a razão,

Esse comboio de corda

Que se chama coração.— Autopsicografia, de Fernando Pessoa.
- a sextilha, que contém seis versos, geralmente rimados segundo os esquemas ABCBDB ou AABCCB;

Eu vou contar uma história

De um pavão misterioso

Que levantou vôo na Grécia

Com um rapaz corajoso

Raptando uma condessa

Filha de um conde orgulhoso.— O romance do pavão misterioso, de José Carmelo de Melo Resende.
Um velho Timbira, coberto de glória,

Guardou a memória

Do moço guerreiro, do velho Tupi!

E à noite, nas tabas, se alguém duvidava

Do que ele contava,

Dizia prudente: - "Meninos, eu vi!"— I-JUCA-PIRAMA, X, de Gonçalves Dias.
- e a oitava, que contém oito versos, tendo sido usada por Camões no épico Os Lusíadas no esquema de rimas ABABABCC e por alguns poetas posteriores em esquemas diversos, mas geralmente com rima entre o quarto e oitavo verso.

Cessem do sábio Grego e do Troiano

As navegações grandes que fizeram;

Cale-se de Alexandro e de Trajano

A fama das vitórias que tiveram,

Que eu canto o peito ilustre Lusitano,

A quem Netuno e Marte obedeceram;

Cesse tudo o que a Musa antiga canta,

Que outro valor mais alto se alevanta.— Os Lusíadas, de Camões.
Nas horas mortas da noite

Como é doce o meditar

Quando as estrelas cintilam

Nas ondas quietas do mar;

Quando a lua majestosa

Surgindo linda e formosa,

Como donzela vaidosa

Nas águas se vai mirar.— Saudades, de Casimiro de Abreu.

Contudo, uma estrofe pode apresentar qualquer número de versos.